# 123-тя гвардійська ракетна бригада (СРСР)
123-тя гвардійська ракетна Брянсько-Берлінська ордена Червоного Прапора бригада (123 гв. РБр, в/ч 67689) — військове формування ракетних військ Радянської армії, що існувало у 1969—1992 роках.

## Історія
Бригада була сформована 1 липня 1969 року на базі 132-го гвардійського ракетного полку РВСП в складі трьох ракетних дивізіонів, озброєних комплексом «Темп-С», і ввійшла до складу 5-ї загальновійськової армії.
На початку 1988 р. всього у РВіА Сухопутних військ існувало 7 ракетних бригад озброєних комплексом 9К76 «Темп-С».
Згідно з укладеним в грудні 1987 р. між СРСР і США Договором про ракети середньої і малої дальності, у 1988 році бригада здала всю техніку та ліквідувала її.
1988 року 123-тя гв. ракетна бригада Далекосхідного ВО (с. Новосисоєвка, Приморський край) — розформована, а техніку 14 СПУ 9К76 «Темп-С», 5 ТМЗ та 54 ракети в тому числі 17 навчальних, здано на бази.
1 лютого 1989 року управління бригади передислоковано в м. Конотоп Сумської області до Київського ВО та увійшло до складу 1-ї гвардійської загальновійськової армії (1 гв. ОА). На озброєння нових дивізіонів взято ракетний комплекс «Точка-У».
Після передислокації управління бригади з Приморського краю було змінено й умовне найменування бригади з військової частини 18303 на в/ч 67689, що раніше належало 500-му окремому ракетному дивізіону. Цей дивізіон раніше дислокувався в м. Сміла й входив до складу 41-ї гвардійської танкової дивізії, з якої був виключений згідно з директивою командувача Київського військового округу № 15/1/04871 від 8.06.89 р.
З 1 вересня 1989 року бригада об'єднала в своєму складі крім 500-го окремого ракетного дивізіону ще 189-й й 642-й окремі ракетні дивізіони зі спільним місцем дислокації — м. Конотоп Сумської області. Раніше всі ці дивізіони були озброєнні РК 9К52 «Луна-М» і входили до складу дивізій округу. Як і більшість бригад, що мали на озброєнні ОТРК «Темп-С» і залишившись без нього, вже в новому складі була переозброєна на 9К79 «Точка-У».
У 1991 році бригада увійшла до складу Збройних сил України як 123-тя ракетна бригада.

## Структура
Станом на 1969 рік:
- 779-й окремий ракетний дивізіон (в/ч 22340);
- 783-й окремий ракетний дивізіон (в/ч 49962);
- 784-й окремий ракетний дивізіон;
- Технічний батальйон.

Станом на 1989 рік:
- 189-й окремий ракетний дивізіон;
- 500-й окремий ракетний дивізіон;
- 642-й окремий ракетний дивізіон;
- Технічний дивізіон.

## Озброєння
- 9К76 «Темп-С» (SS-12 «Scaleboard») (1969—1989)
- 9К79-1 «Точка-У» (SS-21 «Scarab A») (1989—2003)
- 12 Р-145БМ (на 19.11.90)

## Командири
- гв. полковник Иевлев І. Я. (1969—1977);
- гв. полковник Малахов А. (1977—1980);
- гв. полковник Супріяновіч Г. Є. (1980—1984);
- гв. підполковник Козлов К. Б. (1984—1990)
- гв. підполковник Олійник А. В. (1990—1996)